# Hylocenoza
Hylocenoza (gr. hyle ‘las’, koinós ‘wspólny’), hilocenoza – rodzaj biocenozy będący biocenozą lasu.